# Nhà máy điện Philo
Nhà máy điện Philo là một nhà máy điện than công suất 510 MW đặt tại Philo ở quận Muskingum, Ohio. Đây là nhà máy điện đầu tiên ở Hoa Kỳ áp dụng công nghệ chu trình Rankine và máy phát hơi nước siêu tới hạn cho các tua bin của mình. Nhà máy có 6 tổ máy và hoạt động của nó được quản lý bởi Ohio Power, tiền thân của Điện lực Mỹ (AEP). Nó hoạt động từ năm 1924 cho đến khi ngừng năm 1975.

## Lịch sử
Việc xây dựng Nhà máy điện Philo bắt đầu vào năm 1922 với nhà máy được thiết kế bởi Sargent & Lundy. Philo bắt đầu một thế hệ thương mại với Tổ máy 1 vào năm 1924. Thiết bị này ban đầu có công suất thiết kế 35 MW từ tua bin Curtis của General Electric, nhưng đã được nâng lên 40 MW sau khi hoạt động tốt khi chạy thử. Tua bin có áp suất tối đa 600 psi (4.100 kPa) và nhiệt độ khoảng 385 °C (725 °F). Đây là đơn vị đầu tiên tại Hoa Kỳ sử dụng hâm nóng hơi nước.  Tổ máy 1 đã ngừng hoạt động và được thay thế bằng Tổ máy 6 vào năm 1957. Tổ máy số 2 được hoàn thành vào năm 1925 và cũng có công suất thiết kế 40 MW. Tổng chi phí của cả hai tổ máy là 10 triệu đô la Mỹ. Tổ máy số 3 được hoàn thành vào năm 1929 với công suất bảng tên 165 MW. Tổng chi phí để xây dựng Tổ máy 3 là 17 triệu đô la. Các tổ máy 4 và 5 được hoàn thành lần lượt vào năm 1941 và 1942 và mỗi tổ máy có công suất thiết kế là 85 MW.

## Tổ máy Philo 6

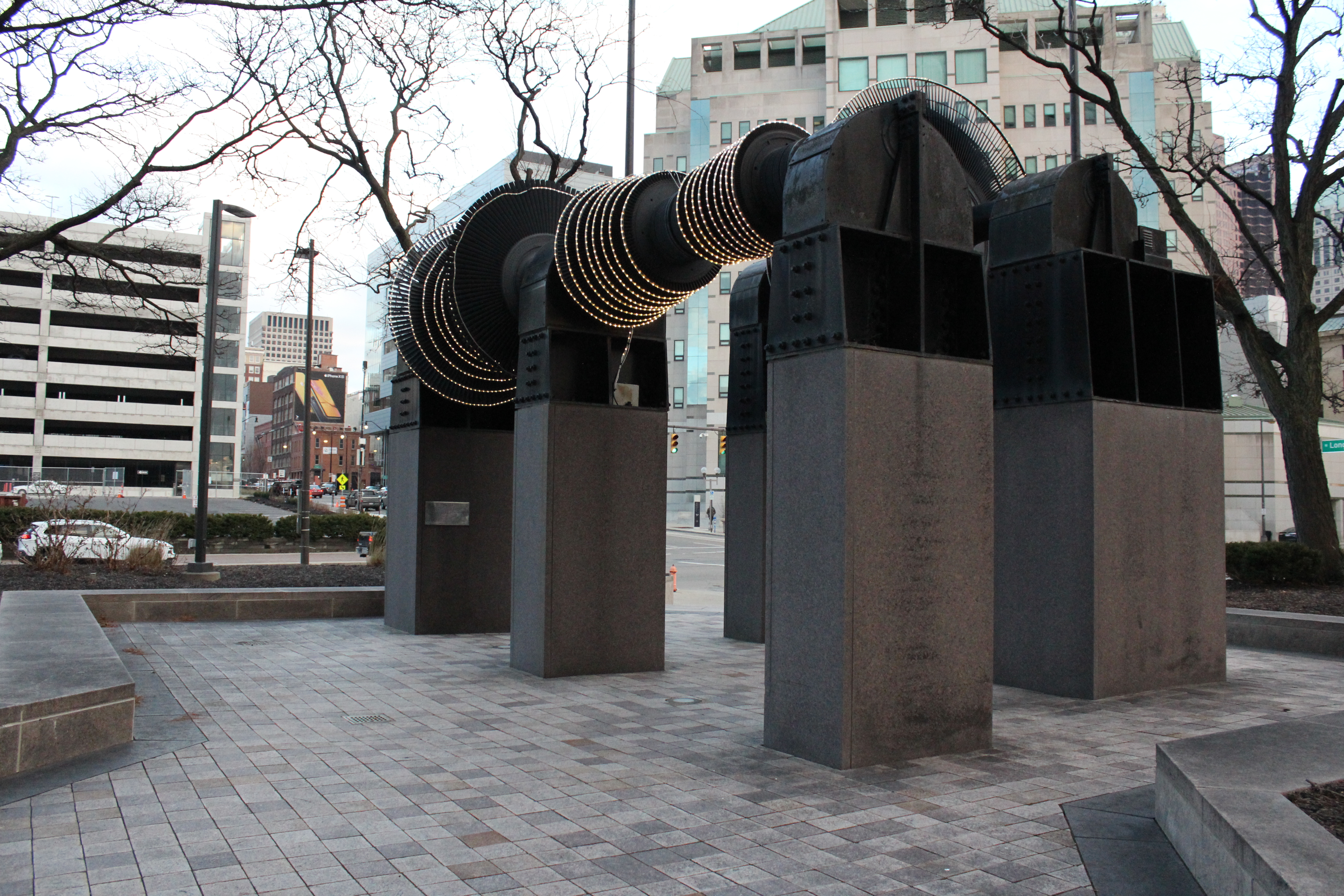
Tua bin của Tổ máy Philo 6 ở phía trước tại Tòa nhà AEP ở Columbus, Ohio

Tổ máy Philo 6 là máy tạo hơi nước siêu tới hạn thương mại đầu tiên của Mỹ. Tổ máy bắt đầu phát điện thương mại vào năm 1957 với công suất thiết kế là 120 MW. Máy tạo hơi nước của nó, được thiết kế và chế tạo bởi Babcock & Wilcox, có áp suất tối đa 4.500 psi (31.000 kPa) và nhiệt độ hoạt động khoảng 621 °C (1.150 °F). Tua bin hơi nước của nó được General Electric thiết kế và chế tạo, tạo ra 3.600 vòng mỗi phút. Tổ máy này đã có thể chứng minh các hoạt động ở cấp độ siêu âm, nhưng do thiếu kim loại có thể chịu được nhiệt độ khắc nghiệt, mức độ không bền vững. Để hỗ trợ cho tổ máy mới, một ống khói cao 56 m (184 ft) đã được dựng lên.  Tổng chi phí để xây dựng Tổ máy Philo 6 là khoảng 19,5 triệu đô la.

## Hoạt động
Khi Philo bắt đầu hoạt động, nhà máy duy trì hiệu suất nhiệt 24% tiêu thụ 14.000 BTU. Than được sử dụng bởi nhà máy đến từ đường sắt hoặc sà lan trên sông. Hầu hết than đốt tại Philo được khai thác ở bang Ohio với một số than đến từ Tây Virginia. Nước được lấy từ sông Muskingum với lượng nước ở trên đập và được xả xuống dưới đập. Vào thời điểm ngừng hoạt động, đã có 203 công nhân làm việc tại nhà máy.

## Đóng cửa và tháo dỡ
Philo đã ngừng hoạt động vào ngày 31 tháng 5 năm 1975. Công ty đã trích dẫn nhu cầu điện giảm trong cuộc suy thoái 1973-1975 và cơ sở bị vượt qua bởi các nhà máy điện mới hơn, hiệu quả hơn. Nhà máy đã chuyển sang chế độ chờ sau khi ngừng hoạt động chỉ với một bộ phận duy nhất được sử dụng để điều chỉnh điện áp. Ohio Power vẫn lạc quan rằng Philo sẽ được kích hoạt lại. Nhà máy cuối cùng đã bị tháo dỡ vào năm 1983. Sau khi Nhà máy điện Philo bị phá hủy, các cánh quạt từ tua bin từ Tổ máy 6 đã được sử dụng trong một tác phẩm điêu khắc được tạo bởi George Greenamyer. Tác phẩm điêu khắc được công bố vào tháng 10 năm 1983 như là một phần của dự án thiết kế cảnh quan cho Tòa nhà AEP mới được xây dựng ở Columbus, Ohio.